# HMS Holmön (56)
HMS Holmön (56) var en minsvepare i svenska flottan av Arholma-klass. Tjänstgjorde i början av 1950-talet som stödfartyg för Nordsjöfisket vid Island. Efter ha tagits ur tjänst såldes hon i januari 1965 till Karlskronavarvet för skrotning.